# Grammy Awards 1974
La 16ª edizione dei Grammy Awards si è svolta il 2 marzo 1974 presso l'Hollywood Palladium di Los Angeles.

## Vincitori e candidati

### Categorie principali

#### Registrazione dell'anno
- Killing Me Softly with His Song - Roberta Flack; Joel Dorn (produttore)
- Bad, Bad Leroy Brown - Jim Croce; Terry Cashman & Tommy West (produttori)
- Behind Closed Doors - Charlie Rich; Billy Sherrill (produttore)
- You Are the Sunshine of My Life - Stevie Wonder; Stevie Wonder (produttore)
- You're So Vain - Carly Simon; Richard Perry (produttore)

#### Canzone dell'anno
- Killing Me Softly with His Song, scritta da Norman Gimbel e Charles Fox, cantata da Roberta Flack
- Behind Closed Doors, scritta da Kenny O'Dell, cantata da Charlie Rich
- You Are the Sunshine of My Life, scritta e cantata da Stevie Wonder
- You're So Vain, scritta e cantata da Carly Simon
- Tie A Yellow Ribbon Round The Ole Oak Tree, scritta da Irwin Levine e L. Russel Brown, cantata da Tony Orlando and Dawn

#### Album dell'anno
- Innervisions - Stevie Wonder
- Behind Closed Doors - Charlie Rich
- The Divine Miss M - Bette Midler
- Killing Me Softly with His Song - Roberta Flack
- There Goes Rhymin' Simon - Paul Simon

#### Miglior artista esordiente
- Bette Midler
- Barry White
- Maureen McGovern
- Marie Osmond
- Eumir Deodato

### Pop

#### Miglior interpretazione pop vocale femminile
- Roberta Flack - Killing Me Softly with His Song
- Bette Midler - Boogie Woogie Bugle Boy
- Anne Murray - Danny's Song
- Diana Ross - Touch Me in the Morning
- Carly Simon - You're So Vain

#### Miglior interpretazione pop vocale maschile
- Stevie Wonder - Your Are the Sunshine of My Life
- Perry Como - And I Love You So
- Jim Croce - Bad, Bad Leroy Brown
- Elton John - Daniel
- Paul Simon - There Goes Rhymin' Simon

#### Miglior interpretazione pop vocale di un gruppo/duo
- Neither One of Us (Wants to Be the First to Say Goodbye) - Gladys Knight & the Pips

### R&B

#### Miglior canzone R&B
- Superstition, scritta ed eseguita da Stevie Wonder
- Midnight Train to Georgia, scritta da Jim Weatherly, eseguita da Gladys Knight & the Pips
- Love Train, scritta da Kenneth Gamble e Leon Huff, eseguita da The O'Jays
- Family Affair, scritta da Sly Stone, eseguita da Sly & the Family Stone
- Cisco Kid, scritta ed eseguita da War